# Zandfilter

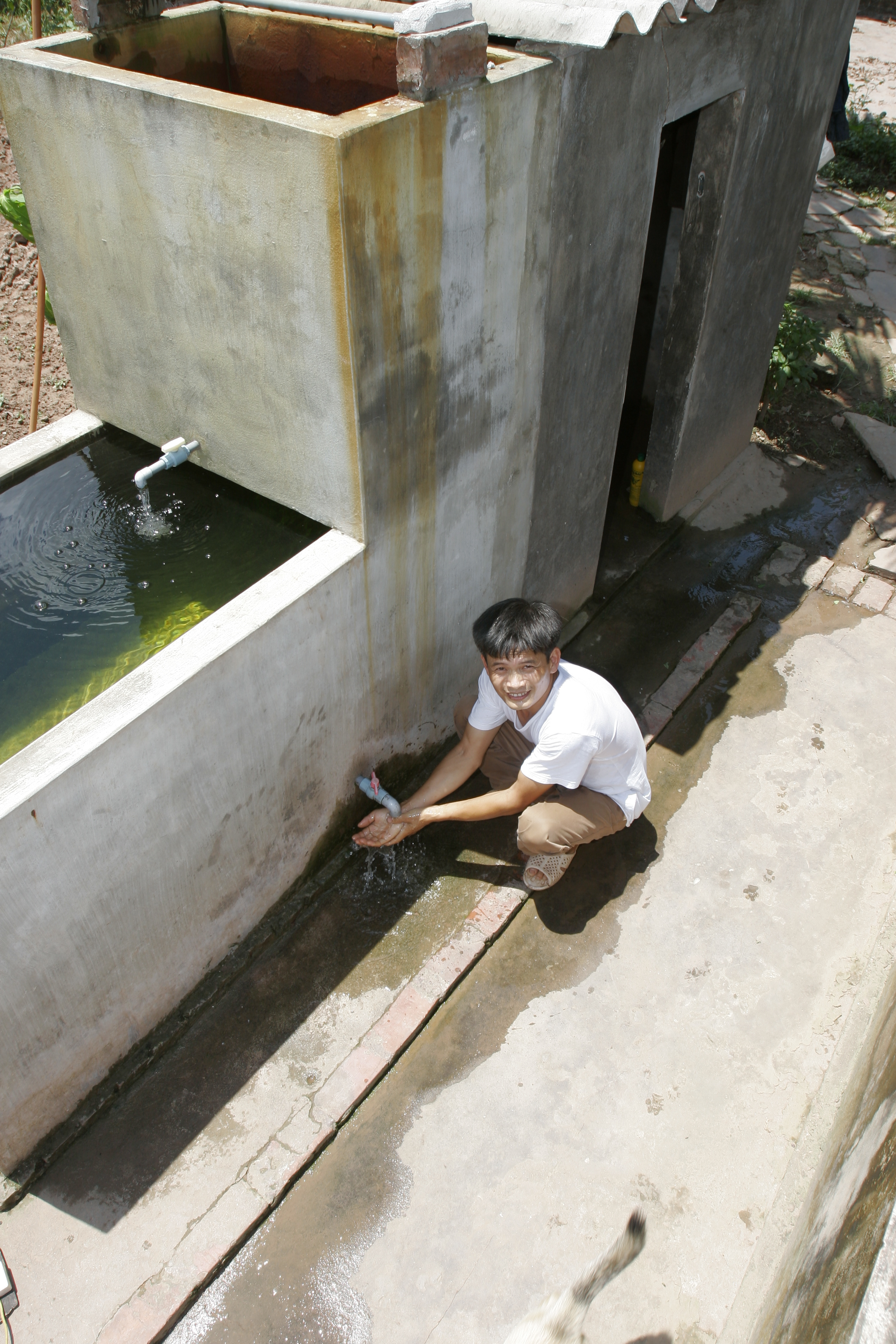
Zandfilter voor drinkwater in Vietnam

Een zandfilter is een filter dat gevuld is met zand. Een zandfilter wordt onder andere gebruikt voor het zuiveren van drinkwater, oppervlaktewater, afvalwater, vijvers en zwembaden. Het filter kan gemaakt zijn van staal, kunststof of beton. Er bestaan snelle zandfilters en langzame zandfilters.

## Snel zandfilter
In een snel zandfilter stroomt te zuiveren water van boven naar onder door een zandbed. Alle onzuiverheden die groter zijn dan de ruimte tussen de zandkorrels (zoals vliegen en zaadjes) worden tegengehouden. Onzuiverheden die kleiner zijn (algen, opgeloste stoffen) worden niet tegengehouden door het zandbed.
Het filterzand heeft een doorgaans een korrelgrootte van 0,4 - 0,8 mm. Doordat er boven op het zandfilter onzuiverheden blijven liggen (waaronder ook fijn materiaal), wordt de bovenlaag fijnmaziger dan 0,4 mm (colloïdale stoffen). Op die manier kunnen ook onzuiverheden die kleiner zijn dan 0,4 mm, worden afgefilterd. Na verloop van tijd wordt de bovenlaag echter helemaal ondoordringbaar (inlaatdruk stijgt - filterdebiet vermindert) en moet het filter gereinigd worden door terugspoelen. De opbouw van fijn materiaal boven op het zandfilter kan worden versneld door toevoegen van een vlokmiddel. Op die manier kunnen ook algen (fijner dan 0,4 mm) worden afgefilterd.
Onderaan het zandfilter zit een "collector", een poreuze dubbele bodem. De collector bestaat uit een aantal buisjes met heel fijne gaatjes. De gaatjes in de collector zijn kleiner dan de zandkorrel, zodat alleen het water door de collector kan.
Op de wanden van het zandfilter zit een systeem van (doorgaans PLC-gestuurde) afsluiters. Door afsluiters te openen en te sluiten is de stromingsrichting om te keren. Op die manier kan men bijvoorbeeld het water van onder naar boven doen stromen. In dat geval worden alle onzuiverheden die boven op het zandbed liggen, opgetild en afgevoerd en wordt het zandfilter opnieuw schoon. Deze procedure noemt men 'terugspoelen'. Bij terugspoelen van een zandfilter wordt soms ook perslucht gebruikt.

### Problemen
Problemen die bij een zandfilter kunnen voorkomen zijn:
- Zand in het effluent. 
  - een van de collectoren is kapot.
  - er is zand gebruikt met deeltjes kleiner dan 0,4 mm. Het zand moet worden vervangen.
- Het water wordt niet helder na langdurig filteren en terugspoelen.
  - er wordt te vaak teruggespoeld, een laagje colloïdale stoffen kan niet worden gevormd. Terugspoelen is alleen nodig als het drukverschil over het filter een bepaalde waarde overschrijdt (afhankelijk van de grootte en maximale filterdruk van het zandfilter).
- Fijnstof in water. Stuifmeel of saharastof dat via wind of regenwater in vijver of zwembad is geraakt, is zo fijn dat het niet kan worden afgefilterd. De enige manier om dit kwijt te raken is door toevoeging van een vlokmiddel, of het afzuigen/wegspoelen van het stof via een gecombineerde stofzuiger-terugspoelprocedure.

### Alternatieven
In plaats van of in combinatie met zand kan men een aantal andere filtermedia gebruiken. Voorbeelden daarvan zijn filtersilicaat, actieve kool en bolletjes glas, ook wel glasparels genoemd. Filtersilicaat en actieve kool hebben interne poriën, waarin organische afvalstoffen kunnen worden afgevangen door adsorptie.
In een Dynasand filter wordt het zand met een gaslift constant gereinigd en rondgepompt van onder naar boven in het filter, terugspoelen is hierbij niet nodig. 
Water kan ook gezuiverd worden met een biofilter of een helofytenfilter.

## Langzaam zandfilter
Een langzaam zandfilter bevat ook zand, maar het debiet is veel lager. In een langzaam zandfilter ontwikkelt zich een biofilm (biomassa) welke verontreinigingen op biologische wijze afbreekt. Een dergelijk filter wordt dan ook niet teruggespoeld, omdat hiermee de biomassa zou verdwijnen.